# Клаудіо Медзадрі
Клаудіо Медзадрі (нар. 10 червня 1965) — колишній швейцарський тенісист.
Найвищу одиночну позицію світового рейтингу — 26 місце досяг 2 листопада 1987, парну — 23 місце — 22 лютого 1988 року.
Здобув 1 одиночний та 4 парні титули.
Найвищим досягненням на турнірах Великого шолома було 2 коло в одиночному розряді.

## Фінали за кар'єру
| Легенда            |
| Великий шлем       |
| Tennis Masters Cup |
| Серія Мастерс ATP  |
| Тур ATP            |

### Одиночний розряд (1–1)
| Результат | W/L | Дата     | Турнір            | Покриття | Суперник          | Рахунок  |
| --------- | --- | -------- | ----------------- | -------- | ----------------- | -------- |
| Перемога  | 1–0 | Вер 1987 | Женева, Швейцарія | Ґрунт    | Томаш Шмід        | 6–4, 7–5 |
| Поразка   | 1–1 | Тра 1992 | Шарлотт, США      | Ґрунт    | Малівай Вашінгтон | 3–6, 3–6 |

### Парний розряд (4–5)
| Результат | W/L | Дата     | Турнір             | Покриття | Партнер        | Суперники                           | Рахунок       |
| --------- | --- | -------- | ------------------ | -------- | -------------- | ----------------------------------- | ------------- |
| Поразка   | 0–1 | Жов 1986 | Палермо, Італія    | Ґрунт    | Джанні Оклеппо | Паоло Кане Сімоне Коломбо           | 5–7, 3–6      |
| Перемога  | 1–1 | Бер 1987 | Нансі, Франція     | Килим    | Рамеш Крішнан  | Грант Коннелл Ларрі Скотт           | 6–4, 6–4      |
| Поразка   | 1–2 | Кві 1987 | Ніцца, Франція     | Ґрунт    | Джанні Оклеппо | Серхіо Касаль Еміліо Санчес Вікаріо | 3–6, 3–6      |
| Поразка   | 1–3 | Тра 1987 | Гамбург, Німеччина | Ґрунт    | Джим П'ю       | Мілослав Мечирж Томаш Шмід          | 6–4, 6–7, 2–6 |
| Перемога  | 2–3 | Лис 1987 | Париж, Франція     | Килим    | Якоб Гласек    | Скотт Девіс Девід Пейт              | 7–6, 6–2      |
| Поразка   | 2–4 | Вер 1988 | Барселона, Іспанія | Ґрунт    | Дієго Перес    | Серхіо Касаль Еміліо Санчес Вікаріо | 6–2, 4–6, 7–9 |
| Перемога  | 3–4 | Чер 1989 | Барі, Італія       | Ґрунт    | Сімоне Коломбо | Серхіо Касаль Хав'єр Санчес         | 0–6, 6–3, 6–3 |
| Перемога  | 4–4 | Сер 1989 | Сан-Марино         | Ґрунт    | Сімоне Коломбо | Пабло Альбано Ґуставо Луса          | 6–4, 6–1      |
| Поразка   | 4–4 | Жов 1989 | Базель, Швейцарія  | Килим    | Омар Кампорезе | Удо Ріглевскі Міхаель Штіх          | 3–6, 6–4, 0–6 |